# شعور بالقوة

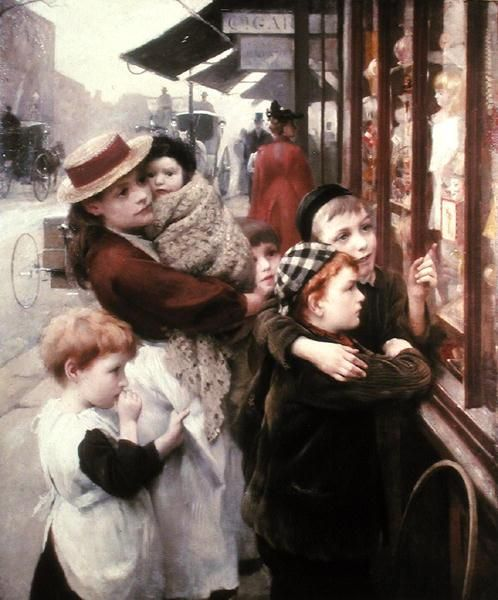

يشير مصطلح الشعور بالقوة إلى الإدراك الشخصي بأن المرء هو من يبدأ وينفذ ويتحكم في أفعاله الاختيارية في العالم. إنه الوعي قبل الانعكاسي أو الشعور الضمني بأنه أنا من يقوم الآن بتنفيذ الحركة (الحركات) الجسدية أو من يفكر في الأفكار. في الحالات العادية، عند عدم وجود تجربة مرضية، يتكامل الشعور بالقوة بشعور المرء «الشديد بالملكية», وهو الوعي قبل الانعكاسي أو الشعور الضمني بأن المرء هو من يملك الأفعال أو الحركات أو التفكير. فإذا قام شخص آخر بتحريك ذراعك (بينما ظللت ساكنًا)، ستشعر حتمًا بأن ذراعك هو من تحرك وبالتالي الشعور بملكية هذه الحركة. ومع ذلك، لن تشعر بأنك موجد الحركة؛ ولن يكون لديك الشعور بالقوة.
عادةً ما يتكامل الشعور بالقوة والشعور بالملكية، بحيث إنه أثناء الكتابة ينتاب المرء شعور ثابت ومجسد وضمني بأن «أصابعي هي التي تقوم بالحركة» (الشعور بالملكية) و أنه «يتم التحكم في حركات الكتابة (أو توجه اختياريًا) بواسطتي أنا» (الشعور بالقوة). وفي المرضى الذين يعانون من أشكال محددة من التجربة المرضية (الفصام على سبيل المثال) قد يصبح تكامل الشعور بالقوة والشعور بالملكية معوقًا إلى حد ما. في هذه الحالة، قد يتم تنفيذ الحركات أو إدراك الأفكار، التي ينتاب المريض المصاب بانفصام الشخصية تجاهها الشعور بالملكية، وليس الشعور بالقوة.
وبالنسبة للشعور بالقوة تجاه كل من الحركات والأفكار، فقد يوجد مزيد من الاختلافات في كل من تجربة الأمر الأول (الفوري، قبل الانعكاسي) والشعور بالأمر الأعلى (الانعكاسي أو الاستنباطي). فعلى سبيل المثال، عندما أكتب ينتابني الشعور بالتحكم وبالتالي الشعور بالقوة بالنسبة لعمل الكتابة المستمر؛ ويُعد هذا مثالاً للشعور بالقوة في تجربة الأمر الأول التي تتسم بالفورية وتسبق أي انعكاس فكري ضمني يتعلق بأعمال الكتابةفي حد ذاتها. في هذه الحالة، أنا لا أركز على حركات الكتابة في حد ذاتها بل، أنا منشغل بالمهمة المطروحة. وإذا سُئلت في وقت لاحق إذا ما كنت قد قمت فقط بعمل الكتابة أم لا، فيمكنني نسب القوة إلى نفسي بطريقة صحيحة. وهذا هو مثال الأمر الأعلى، الانعكاسي، الإسناد «الواعي» للقوة، المفهوم المشتق النابع من الشعور الفوري، قبل-الانعكاسي لـ«القوة».

## التعريف
ينطوي مفهوم القوة على كائن نشط، وهو الشخص الذي يرغب ويضع الخطط وينفذ الأفعال. ويلعب الشعور بالقوة دورًا حيويًا في النمو المعرفي، بما في ذلك المرحلة الأولى من الوعي الذاتي (أو تجربة ما قبل النظريات الخاصة بعقلية المرء)، التي تدعم قدرات نظرية العقل. في الحقيقة، تُعد القدرة على معرفة الذات بوصفها عامل السلوك هي الطريقة التي توجدها الذات ككيان مستقل عن العالم الخارجي. ومما لا شك فيه أن للشعور بالقوة ودراسته العلمية انعكاسات هامة على الإدراك الاجتماعي والمنطق الأخلاقي والاضطراب النفسي. هذا وقد تم التعرف لأول مرة على الاختلاف المفاهيمي بين الشعور بالقوة والشعور بالملكية على يد الفيلسوف وعالم الظواهر شون غالاغر.

## علم أعصاب الشعور بالقوة
تم إجراء العديد من التجارب على الأشخاص العاديين لتحديد التشريح الوظيفي للشعور بالقوة. وقد وثقت هذه التجارب بشكل دائم الدور الذي يلعبه الفص الجداري الخلفي بوصفه حلقة وصل هامة داخل شبكة محاكاة الإدراك الذاتي. حيث يرتبط تنشيط الفص الجداري السفلي الأيمن/التقاطع الصدغي الجداري بالشعور الشخصي بالملكية في تنفيذ العمل. وتعمل الأمراض التي تصيب الجدار الخلفي، خاصة في الجانب الأيمن، على تعطيل القدرة على إدراك أجزاء جسم الشخص ونسب الحركات التي يقوم بها الشخص إلى الذات.
تشير الأدلة المتراكمة التي تم الحصول عليها من دراسات التصوير العصبي الوظيفي، وكذلك دراسات الأمراض التي تصيب مرضى الجهاز العصبي، إلى أن الفص الجداري الأمامي الأيمن، عند التقاطع مع القشرة الخلفية الزمنية (التقاطع الصدغي الجداري)، يلعب دورًا هامًا في التمييز بين الأفعال ذاتية الإنتاج والأفعال التي يدركها الآخرون. ويمكن أن تؤدي الأمراض التي تصيب هذه المنطقة إلى الإصابة بمجموعة من الاضطرابات المرتبطة بمعرفة الجسم والوعي الذاتي مثل عمه العاهة وعمه أقسام الجسد أو الذهان التخيلي الجسدي. ويمكن أن تساعد الإثارة الكهربية للتقاطع الصدغي الجداري على إثارة التجارب خارج الجسد (أي، تجربة فصل الذات عن الجسد).
يُعد التحري عن الارتباط العصبي بالمحاكاة المتبادلة من الأهمية بمكان لأنه يوفر النموذج البيئي (حالة قريبة من الحياة اليومية) لمعالجة مشكلة الشعور بالقوة. وهناك أدلة قوية على أن التقليد المتبادل يلعب دورًا تأسيسيًا في التطور المبكر للشعور الضمني بالذات بوصفها عاملاً اجتماعيًا. ففي إحدى تجارب التصوير العصبي الوظيفي، تم فحص المشاركين أثناء تقليدهم للمختبر عند قيامه بإنشاء مبانٍ باستخدام أغراض صغيرة وفي الوقت نفسه قام المختبر، أثناء قيامه بهذه الحيلة اليدوية، بتقليد المشاركين.. وفي كلتا الحالتين، يكون شعور المشاركين بالملكية (الشعور بأنني من يقوم بالحركة أو التفكير) وكذلك المدخلات البصرية وحاسة اللمس متشابه أو متطابق. إن ما يميز بين أن تُقلِّد وأن تُقلِّد هو عامل من الذي بدأ الفعل. اشتركت العديد من المناطق في حالتي التقليد المتبادل مقارنة بحالة السيطرة (التي يتصرف فيها الأشخاص بشكل مختلف تمامًا عن المختبر)، أي في الشق الصدغي الأعلى، القشرة الصدغية الجدارية (TPJ)، والقشرة الأمامية الوسطى.
يوجد منهج آخر لفهم أسس علم الأعصاب المتعلقة بالشعور بالقوة وهو فحص الحالات السريرية التي يتحرك فيها الطرف حركة هادفة دون الاقتران بالشعور بالقوة. ويُعتبر التفسير السريري الأكثر وضوحًا لهذا الموقف هو متلازمة اليد الملقوفة. ففي هذه الحالة، المصحوبة بأشكال محددة من تلف الدماغ، يفقد الشخص المتضرر الشعور بالقوة دون فقد الشعور بملكية الجزء المتضرر من الجسد.

## القوة والاضطراب النفسي
اقترح مارك جينيرود أن عملية الإدراك الذاتي تعمل بشكل خفي ودون جهد. فهي تعتمد على مجموعة من الآليات تتضمن معالجة الإشارات العصبية المحددة، ذات الأصل الحسي وكذلك المركزي. وقد استخدم الباحثون المواقف التجريبية، في كل من المشاركين الأصحاء ومرضى الفصام حيث يمكن فصل هذه الإشارات عن بعضها البعض وحيث يصبح الإدراك الذاتي غامضًا. توحي هذه المواقف بوجود مستويين من الإدراك الذاتي، المستوى التلقائي لتحديد الفعل، والمستوى الإدراكي للشعور بالقوة، ويعتمد كل منهما على نفس مبدأ توافق الإشارات المرتبطة بالفعل.
لا شك أن التحري عن الشعور بالقوة من الأهمية بمكان لتفسير أعراض الفصام الإيجابية، مثل غرز الأفكار وأوهام السيطرة. حيث إن لب المشكلة الذي يواجهه هؤلاء المرضى هو اضطراب شعورهم بالقوة: وتكون الأعراض الأولى، التي تمثل إحدى أهم مميزات المرض، عبارة عن لا شيء سوى فقد القدرة على نسب أفكارهم، مخاطبتهم أنفسهم، أفعالهم السرية أو العلنية إلى أنفسهم. الأفكار والأفعال غير المنسوبة أو المنسوبة بشكل خاطئ وبعد ذلك يصبح مادة للتفسير الوهمي والهذيان. أظهرت إحدى الدراسات أنه في مرضى الفصام يكون الشعور بسيطرة الشخص الغريب (أي، أوهام السيطرة) أثناء مهمة الحركة مرتبطًا بزيادة نشاط التمثيل الغذائي في الفص الجداري السفلي الأيمن.

## القوة والأخلاق
لابد من احترام الشعور بالقوة فيما يتعلق بالأخلاق بمعنى أن الناس يمكنهم تحمل مسؤولية أفعالهم. ومع ذلك، فقد اقتصرت مفاهيم القوة البشرية على القوة الشخصية التي تتم ممارستها بشكل فردي. فقد قال ألبريت باندورا أنه في العديد من الأنشطة، لا يمتلك الأشخاص السيطرة المباشرة على الظروف الاجتماعية والممارسة المؤسسية التي تؤثر في حياتهم. وتحت وطأة هذه الظروف، يسعون للرفاهية والأمن من خلال ممارسة القوة التوكيلية. Fعلى سبيل المثال، يحاول الأشخاص التأثير على أشخاص آخرين لديهم خبرة أو يستخدمون النفوذ والسلطة للتصرف نيابة عنهم للحصول على النتائج التي يرغبون فيها.

## كتابات أخرى
- Gallagher, S. (2000). Philosophical conceptions of the self: implications for cognitive science. Trends in Cognitive Sciences, 4, 14-21.
- Gallagher, S. (2005). How the Body Shapes the Mind. Oxford University Press.
- Jeannerod, M. (1997). The cognitive neuroscience of action. Wiley-Blackwell.
- Morsella, E., Bargh, J.A., & Gollwitzer, P.M. (Eds.) (2009). Oxford Handbook of Human Action. New York: Oxford University Press.
- Roessler, J., & Eilan, N. (Eds.) (2003). Agency and self-awareness. New York: Oxford University Press.